# 国道487号

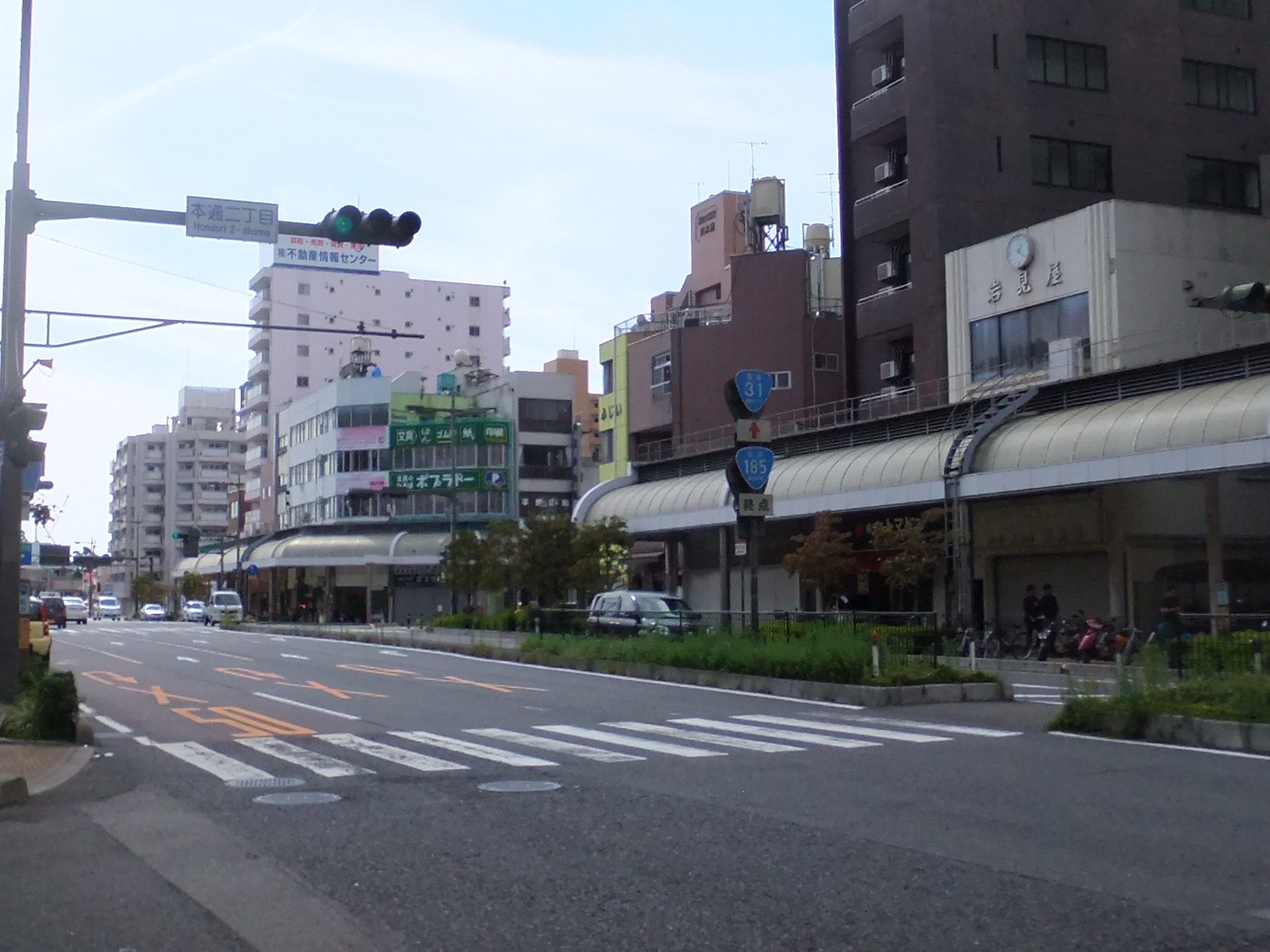
起点・本通二丁目交差点（広島県呉市）

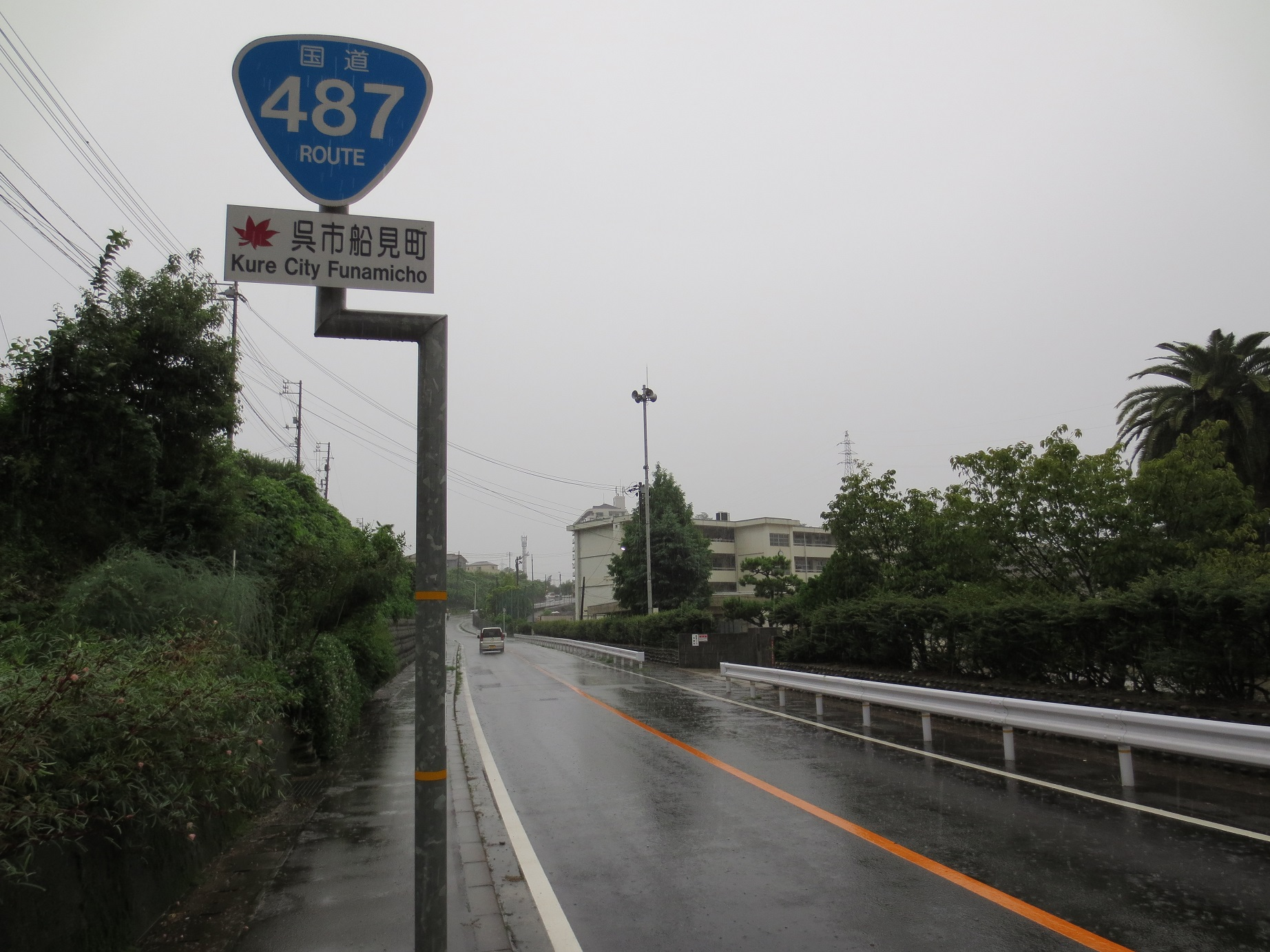
呉市船見町付近（2013年9月）

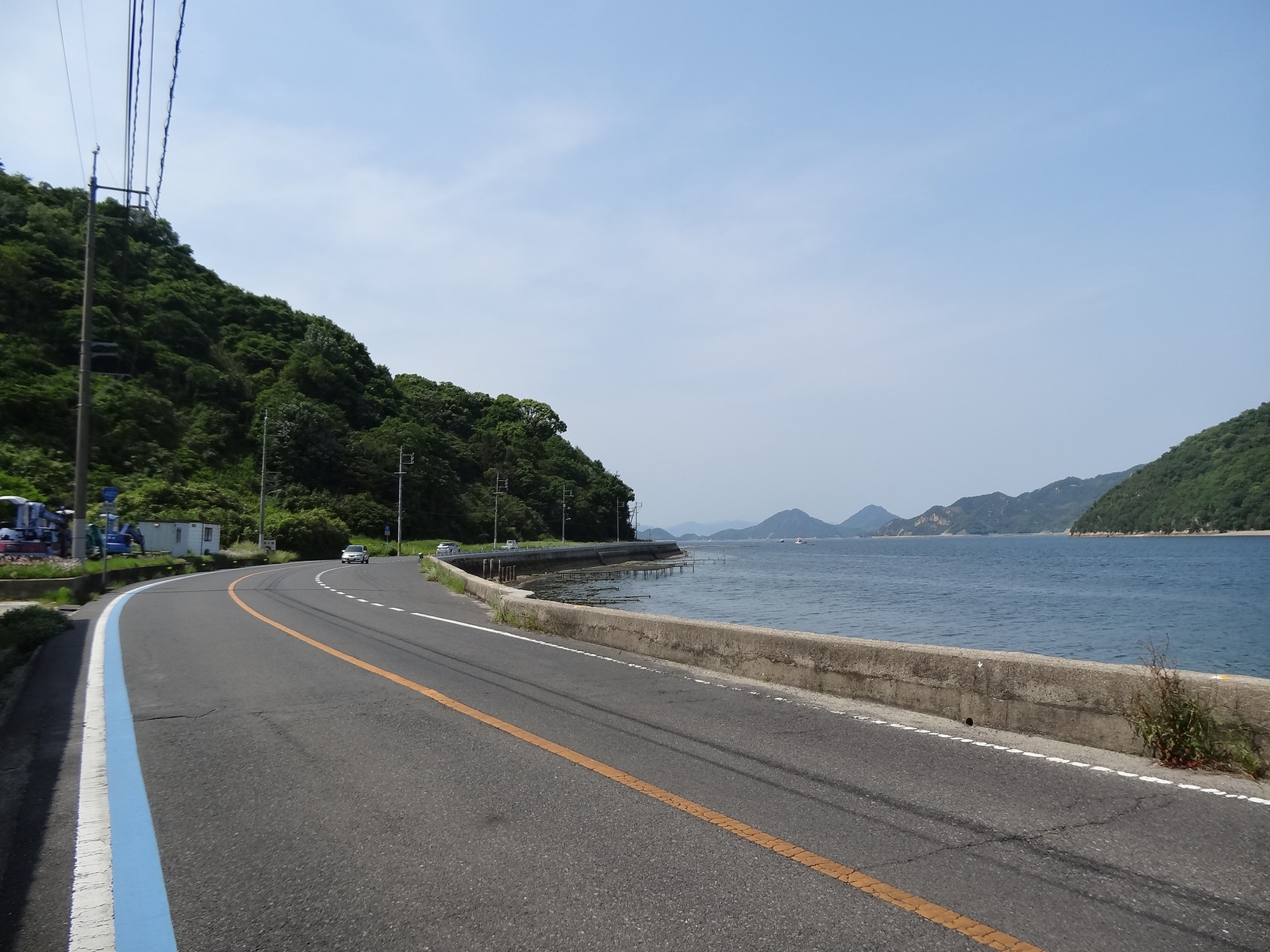
江田島市能美町高田

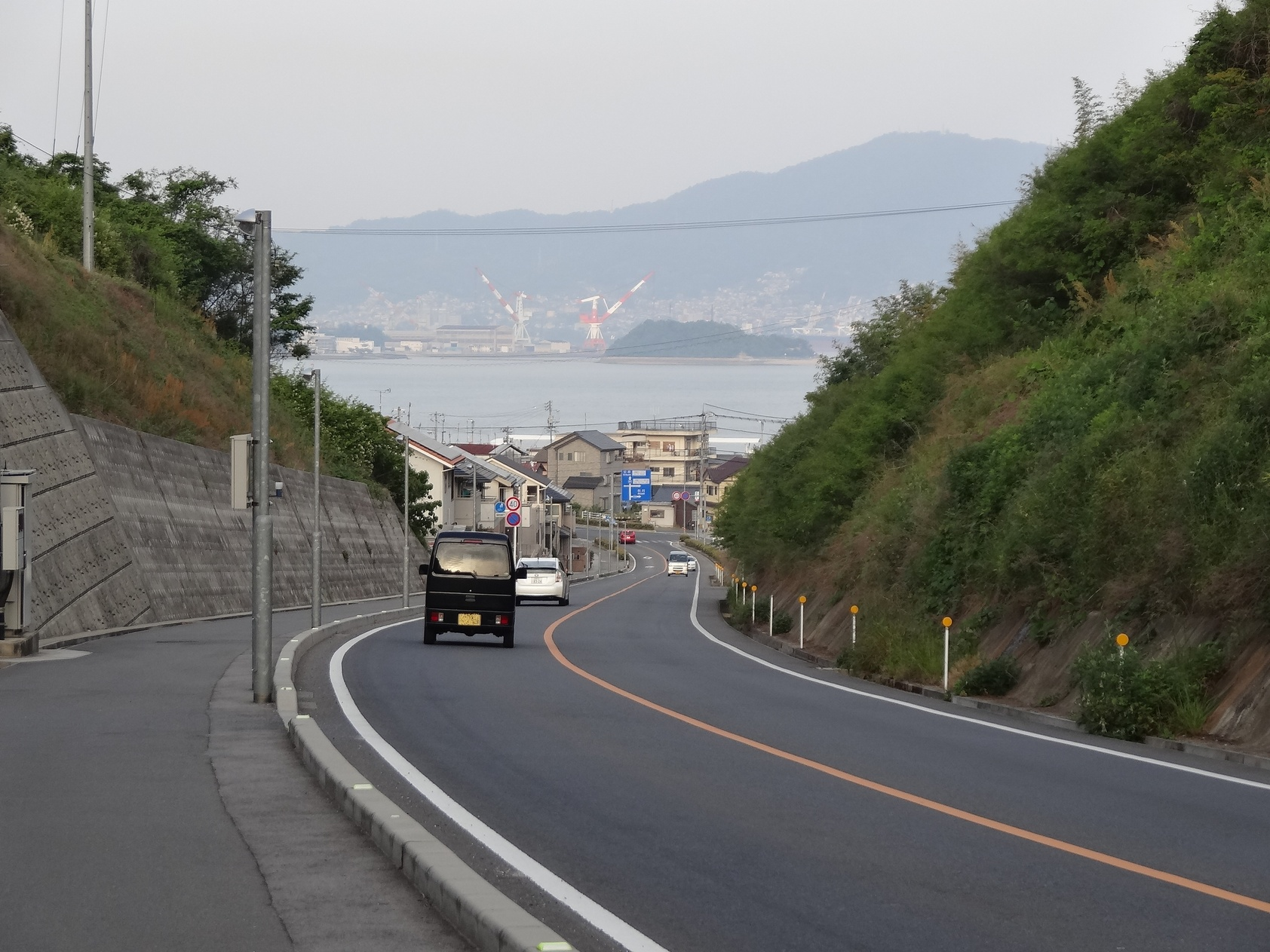
江田島市江田島町小用（小用港・切串方面）

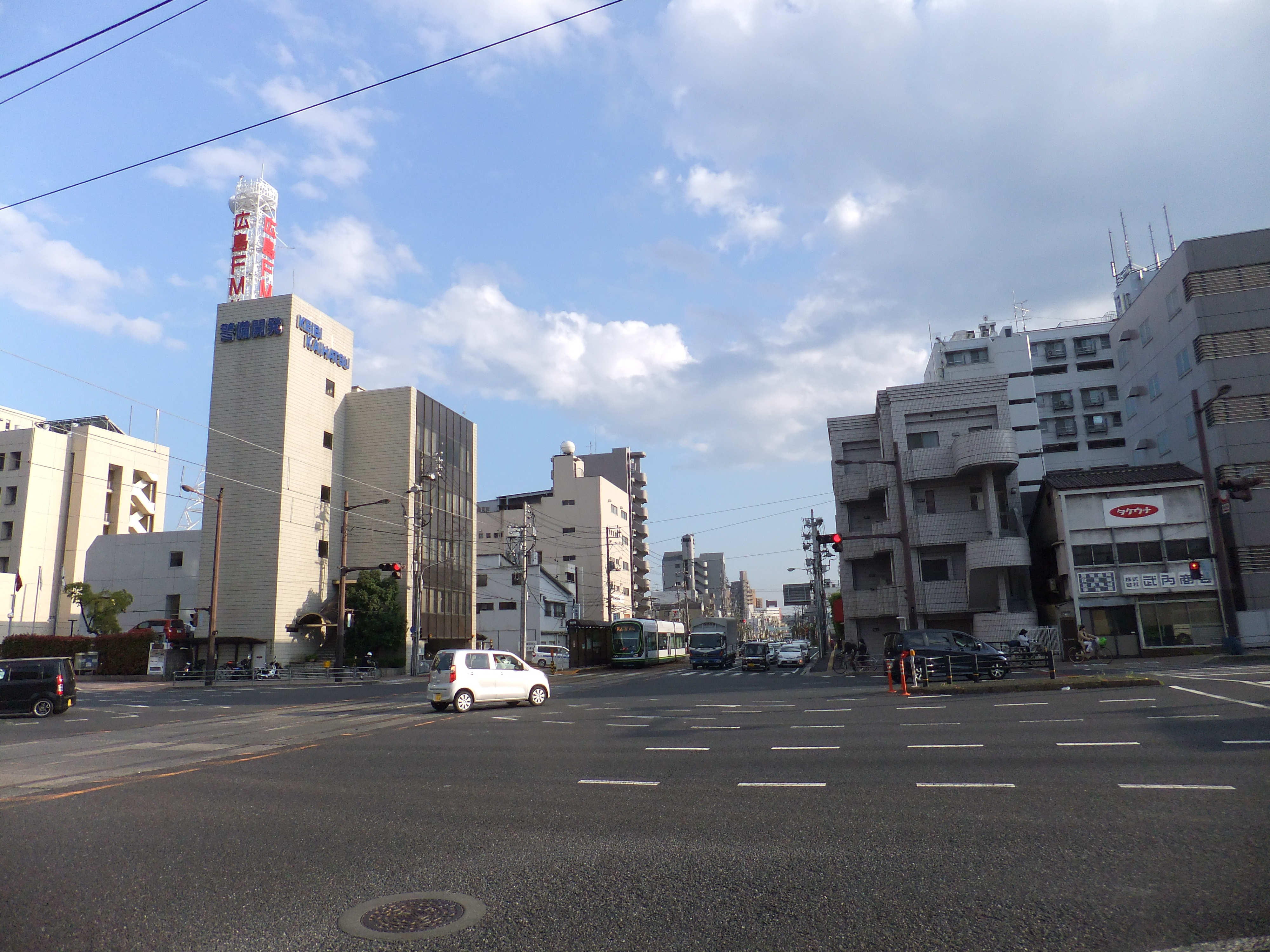
終点・平野橋東交差点（広島市南区）

国道487号（こくどう487ごう）は、広島県呉市から広島市南区に至る一般国道である。

## 概要
広島県呉市から南下して瀬戸内海に浮かぶ倉橋島、江田島など瀬戸内の島々を周回して、広島市南区の宇品から南区役所前の国道2号へと結ぶ、延長約64 kmの一般国道で、途中に海上区間があり、江田島内と、江田島 - 宇品間にある。主な経由地は、呉市音戸町（倉橋島）、江田島市（能美島・江田島）である。とりわけ、海上自衛隊の関連施設が目立つ地区を経由する。
本州と倉橋島を結ぶ橋は音戸大橋（おんどおおはし）と呼び、海峡を航路が通るため3層のループ状になっている。この海峡は平清盛が開削したことで知られる。広島市の区間は「宇品通り」と呼び、道路の中央に広島電鉄宇品線の電車が走る。

### 路線データ
一般国道の路線を指定する政令に基づく起終点および重要な経過地は次のとおり。
- 起点：呉市（本通二丁目交差点 = 国道31号終点・国道185号起点）
- 終点：広島市（南区、平野橋東交差点 = 国道2号交点、広島県道37号広島三次線起点）
- 重要な経過地：広島県安芸郡音戸町[注釈 2]、同県佐伯郡能美町[注釈 3]、同県安芸郡江田島町[注釈 3]
- 総延長 : 63.5 km（広島県 56.0 km、広島市 7.6 km）重用延長、未供用延長（海上区間）を含む。[3][注釈 4]
- 重用延長 : 0.2 km（広島県 0.0 km、広島市 0.2 km）[3][注釈 4]
- 未供用延長 : 4.0 km（広島県 - km、広島市 4.0 km）[3][注釈 4]
  - 未供用延長のうち海上区間 : 4.0 km（広島県 - km、広島市 4.0 km）[3][注釈 4]
- 実延長 : 59.4 km（広島県 56.0 km、広島市 3.4 km）[3][注釈 4]
  - 現道 : 55.3 km（広島県 51.9 km、広島市 3.4 km）[3][注釈 4]
  - 旧道 : 4.0 km（広島県 4.0 km、広島市 - km）[3][注釈 4]
  - 新道 : なし[3][注釈 4]
- 指定区間：国道31号と重複する区間（呉市・本通二丁目交差点（起点） - 本通一丁目交差点）

## 歴史
- 1993年（平成5年）4月1日 - 一般国道487号（呉市 - 広島市）指定。
- 1998年度（平成10年度） - 同国道の小用バイパスを事業着手[注釈 5]。
- 2013年（平成25年）
  - 3月27日 - 警固屋音戸バイパスが開通[5]。
- 2022年（令和4年）
  - 6月18日 - 小用バイパスのうち、小用港前から小用三丁目間の約500 mが開通[注釈 6]。
  - 11月5日 - 音戸大橋のループ橋において橋桁のコンクリート片が落下し、同橋梁を緊急点検[注釈 7]。

## 路線状況

### 別名
- 宇品通り（広島市）

### バイパス
- 警固屋音戸（けごやおんど[7]）バイパス（呉市警固屋 - 同市音戸町渡子[7]、Google マップ）
  - 音戸大橋の渋滞緩和などを目的に建設され[5][8]、2013年（平成25年）3月27日に開通した[5]。全長3.9 kmで、そのうち呉市警固屋から同市音戸町音戸までの約2.9 kmが国道487号の区間である[5]。バイパスの途中に第二音戸大橋が架かっている[9]。

- 藤脇バイパス（呉市音戸町藤脇 - 同市音戸町早瀬、Google マップ）
- 小用バイパス（江田島市江田島町小用、Google マップ）

### 重複区間
- 国道31号（呉市・本通二丁目交差点（起点） - 本通一丁目交差点）
- 国道2号広島南道路（広島市南区・元宇品入口交差点 - 宇品海岸3丁目交差点）

### 海上区間
海上区間は、江田島市にある能美島高田港 - 江田島津久茂港間と、江田島切串港 - 広島市広島港の2区間がある。高田港 - 津久茂港には交通手段はなく、切串港 - 広島港に瀬戸内シーライン（旧称・ファーストビーチ）と上村汽船のフェリー路線が就航する。倉橋島を連絡する音戸大橋と早瀬大橋は海上に架かる橋であることから、この橋を海上区間としてカウントされることもあり、この場合は一般国道では最多となる4区間を有する海上国道となる。
- 高田港 - 津久茂港（フェリーなどはなし）
- 切串港 - 広島港（瀬戸内シーライン、上村汽船がフェリーを運営）

### 道路施設

#### 橋梁
- 警固屋高架橋（呉市警固屋）※警固屋音戸バイパス
- 第二音戸大橋（呉市警固屋 - 同市音戸町坪井）※警固屋音戸バイパス
- 音戸大橋（呉市警固屋 - 同市音戸町引地）
- 早瀬大橋（呉市音戸町早瀬 - 江田島市大柿町大君）

#### トンネル
- 警固屋トンネル（呉市警固屋）※警固屋音戸バイパス
- 音戸トンネル（呉市音戸町大字音戸 - 同市音戸町渡子）
- 若宮トンネル（呉市音戸町藤脇）※藤脇バイパス
- 切串隧道（江田島市江田島町）

### 交通量
24時間交通量（台） 道路交通センサス
| 観測地点                    | 平成22（2010）年度 |
| --------------------------- | ------------------ |
| 呉市警固屋7丁目2番          | 18,808             |
| 呉市音戸町鰯浜2丁目         | 11,548             |
| 江田島市大柿町大君          | 09,356             |
| 江田島市大柿町大原          | 07,330             |
| 江田島市能美町中町長石      | 07,128             |
| 江田島市江田島町宮ノ原1丁目 | 03,429             |
| 江田島市江田島町中央1丁目   | 05,590             |
| 江田島市江田島町小用4丁目   | 02,613             |
| 広島市南区宇品海岸二丁目    | 04,234             |

（出典：「平成22年度道路交通センサス」（国土交通省ホームページ）より一部データを抜粋して作成）

## 地理

### 通過する自治体
- 広島県
  - 呉市 - 江田島市 - 広島市（南区）

### 交差する道路
| 交差する道路                                               | 市町村名 | 市町村名 | 交差する場所                  | 交差する場所                    |
| 現道                                                       | 現道     | 現道     | 現道                          | 現道                            |
| ---------------------------------------------------------- | -------- | -------- | ----------------------------- | ------------------------------- |
| 国道31号 重複区間起点 国道185号                            | 呉市     | 呉市     | 本通2丁目                     | 本通二丁目交差点 / 起点         |
| 国道31号 重複区間終点                                      | 呉市     | 呉市     | 本通1丁目                     | 本通一丁目交差点                |
| 呉市道句碑警固屋線                                         | 呉市     | 呉市     | 宮原7丁目                     | 子規句碑前交差点                |
| 国道487号 / 警固屋音戸バイパス                             | 呉市     | 呉市     | 警固屋（けごや）4丁目         | 鍋桟橋交差点                    |
| 国道487号 / 警固屋音戸バイパス                             | 呉市     | 呉市     | 警固屋5丁目                   | 警固屋高架橋下交差点            |
| 広島県道66号呉環状線                                       | 呉市     | 呉市     | 警固屋8丁目                   | 音戸大橋（北）交差点            |
| 国道487号 / 警固屋音戸バイパス 広島県道35号音戸倉橋線 重複 | 呉市     | 呉市     | 音戸町引地（ひきじ）1丁目     | 音戸大橋下交差点                |
| 広島県道286号中大迫清田線                                  | 呉市     | 呉市     | 音戸町先奥3丁目               |                                 |
| 広島県道35号音戸倉橋線 重複区間起点                        | 呉市     | 呉市     | 音戸町藤脇（ふじのわき）1丁目 | 藤脇交差点                      |
| 広島県道35号音戸倉橋線 重複区間終点                        | 呉市     | 呉市     | 音戸町早瀬1丁目               | 早瀬大橋東口交差点              |
| 広島県道121号大君深江線                                    | 江田島市 | 江田島市 | 大柿町大君                    |                                 |
| 広島県道44号江田島大柿線                                   | 江田島市 | 江田島市 | 大柿町大君                    | 大君交差点                      |
| 広島県道300号深江柿浦線                                    | 江田島市 | 江田島市 | 大柿町大原                    | 大原交差点                      |
| 広島県道36号高田沖美江田島線 重複区間起点                  | 江田島市 | 江田島市 | 能美町鹿川（かのかわ）        | 永田川橋東詰交差点              |
| 広島県道36号高田沖美江田島線 重複区間終点                  | 江田島市 | 江田島市 | 能美町中町                    | 中町港入口交差点                |
| 広島県道36号高田沖美江田島線                               | 江田島市 | 江田島市 | 能美町高田（たかた）          |                                 |
| 海上区間                                                   |          |          |                               |                                 |
| 広島県道297号石風呂切串線                                  | 江田島市 | 江田島市 | 江田島町宮ノ原3丁目           |                                 |
| 広島県道44号江田島大柿線                                   | 江田島市 | 江田島市 | 江田島町中央2丁目             | 世上口交差点                    |
| 広島県道298号鷲部小用線                                    | 江田島市 | 江田島市 | 江田島町小用1丁目             |                                 |
| 広島県道297号石風呂切串線                                  | 江田島市 | 江田島市 | 江田島町切串3丁目             |                                 |
| 海上区間                                                   |          |          |                               |                                 |
| 広島県道243号広島港線 重複区間起点                         | 広島市   | 南区     | 宇品海岸1丁目                 | 宇品海岸1丁目10番交差点         |
| 国道2号 / 広島南道路 重複区間起点                          | 広島市   | 南区     | 宇品海岸2丁目                 | 元宇品入口交差点                |
| 国道2号 / 広島南道路 重複区間終点                          | 広島市   | 南区     | 宇品海岸3丁目                 | 宇品海岸3丁目交差点             |
| 広島県道86号翠町仁保線 / 黄金山通り                        | 広島市   | 南区     | 宇品御幸1丁目                 | 県病院入口交差点                |
| 広島県道243号広島港線 重複区間終点 広島市道霞庚午線        | 広島市   | 南区     | 皆実町6丁目                   | 皆実町交差点                    |
| 国道2号 広島県道37号広島三次線                             | 広島市   | 南区     | 比治山本町                    | 平野橋東交差点 / 終点           |
| 警固屋音戸バイパス                                         |          |          |                               |                                 |
| 国道487号 / 現道                                           | 呉市     | 呉市     | 警固屋4丁目                   | 鍋桟橋交差点 / バイパス起点     |
| 呉市道句碑警固屋線                                         | 呉市     | 呉市     | 警固屋4丁目                   | 警固屋4丁目交差点               |
| 国道487号 / 現道                                           | 呉市     | 呉市     | 警固屋5丁目                   | 警固屋高架橋下交差点            |
| 広島県道35号音戸倉橋線 重複区間起点                        | 呉市     | 呉市     | 音戸町渡子（とのこ）1丁目     | 渡子交差点                      |
| 国道487号 / 現道 広島県道35号音戸倉橋線 重複区間終点       | 呉市     | 呉市     | 音戸町引地1丁目               | 音戸大橋下交差点 / バイパス終点 |